# Гусев, Владимир Валентинович
Влади́мир Валенти́нович Гу́сев (13 августа 1952 — 18 февраля 2012, Москва) — советский и российский актёр и педагог, заслуженный артист Российской Федерации (1997).

## Биография
Владимир Гусев родился 13 августа 1952 года. Закончил ГИТИС в 1973 году (мастерская Г. Конского и П. Хомского). С 1975 года играл в Московском театре «Эрмитаж». Преподавал актёрское мастерство в РАТИ (ГИТИС).
Скончался 18 февраля 2012 года. Отпевание прошло в Елоховском соборе, похоронен на Южном Щербинском кладбище (участок №6).

## Награды
- Заслуженный артист Российской Федерации (1997)[3]

## Творчество

### Работы в театре
- «Безразмерное Ким-танго»
- «Белая овца»
- «Зойкина квартира»
- «Золотой телёнок, или Возвращение в Одессу»
- «Суер-Выер»
- «Полет Ди Грассо» («До свиданья, мертвецы»)
- «Чехонте в „Эрмитаже“»
- «Скверный анекдот»
- «Большая кошачья сказка»
- «Линия»
- «Хроника широко объявленной смерти»
- «Соломенная шляпка»
- «Женитьба» Н. В. Гоголя
- «Мы собрались здесь»
- «Примеры из жизни»
- «Пока все о’кей»
- «Маленький гигант большого секса»

### Фильмография
1. 2005 — Белая овца
2. 2006 — Врачебная тайна — Ковальский
3. 2010—2011 — Институт благородных девиц — мулла